# تونيا لي وليامز
تونيا لي وليامز (بالإنجليزية: Tonya Lee Williams)‏ هي ممثلة كندية، ولدت في 12 يوليو 1958 بلندن في المملكة المتحدة. بدأت مشوارها المهني سنة 1980.

## وصلات خارجية
- تونيا لي وليامز على موقع IMDb (الإنجليزية)
- تونيا لي وليامز على موقع ألو سيني (الفرنسية)
- تونيا لي وليامز على موقع أول موفي (الإنجليزية)
- تونيا لي وليامز على موقع قاعدة بيانات الأفلام السويدية (السويدية)
- تونيا لي وليامز على موقع قاعدة بيانات الفيلم (الإنجليزية)
- تونيا لي وليامز على موقع كينوبويسك (الروسية)